# 苏公坨乡
苏公坨乡，是中华人民共和国吉林省白城市通榆县下辖的一个乡镇级行政单位。

## 行政区划
苏公坨乡下辖以下地区：
苏公坨村、华安村、两家子村、五家子村、农牧村、天利太村、巨宝村、乔围子村和七撮村。